# Хисарџик
За чланак о утврђењу изнад овог села, погледајте чланак Милешевац.
Хисарџик је насеље у Србији у општини Пријепоље у Златиборском округу. Према попису из 2022. било је 155 становника. Село се развило из некадашњег подграђа тврђаве Милешевац односно Хисарџик која се уздиже над њим. Сам назив води порекло од турске речи хисар, што значи тврђава, а почео је да се користи за ово утврђење у XVII веку.
Овде се налази џамија са очуваним примерком Курана старим 4 века.

## Демографија
У насељу Хисарџик живи 223 пунолетна становника, а просечна старост становништва износи 39,0 година (39,0 код мушкараца и 39,1 код жена). У насељу има 81 домаћинство, а просечан број чланова по домаћинству је 3,52.
Ово насеље је углавном насељено Бошњацима (према попису из 2002. године), а у последња три пописа, примећен је пад у броју становника.
|  |

| Демографија | Демографија | Демографија |
| Година      | Становника  | Становника  |
| ----------- | ----------- | ----------- |
| 1948.       | 734         |             |
| 1953.       | 738         |             |
| 1961.       | 723         |             |
| 1971.       | 728         |             |
| 1981.       | 629         |             |
| 1991.       | 405         | 399         |
| 2002.       | 285         | 302         |

| Етнички састав према попису из 2002.‍ | Етнички састав према попису из 2002.‍ | Етнички састав према попису из 2002.‍ | Етнички састав према попису из 2002.‍ | Етнички састав према попису из 2002.‍ |
| ------------------------------------ | ------------------------------------ | ------------------------------------ | ------------------------------------ | ------------------------------------ |
|                                      |                                      |                                      |                                      |                                      |
| Бошњаци                              | Бошњаци                              |                                      | 210                                  | 73,68%                               |
| Муслимани                            | Муслимани                            |                                      | 64                                   | 22,45%                               |
| Срби                                 | Срби                                 |                                      | 6                                    | 2,10%                                |
| непознато                            | непознато                            |                                      | 0                                    | 0,0%                                 |

- Поглед на Хисарџик из манастира Милешева
- Стари град Хисарџик
- Стари град Хисарџик
- Стари град Хисарџик из даљине

| Година пописа     | 1948. | 1953. | 1961. | 1971. | 1981. | 1991. | 2002. |
| ----------------- | ----- | ----- | ----- | ----- | ----- | ----- | ----- |
| Број домаћинстава | 126   | 131   | 129   | 119   | 118   | 103   | 81    |

| Број чланова      | 1 | 2  | 3  | 4  | 5  | 6 | 7 | 8 | 9 | 10 и више | Просек |
| ----------------- | - | -- | -- | -- | -- | - | - | - | - | --------- | ------ |
| Број домаћинстава | 9 | 21 | 12 | 13 | 14 | 9 | 2 | 1 | 0 | 0         | 3,52   |

| Пол    | Укупно | Неожењен/Неудата | Ожењен/Удата | Удовац/Удовица | Разведен/Разведена | Непознато |
| ------ | ------ | ---------------- | ------------ | -------------- | ------------------ | --------- |
| Мушки  | 115    | 34               | 76           | 5              | 0                  | 0         |
| Женски | 123    | 32               | 74           | 13             | 1                  | 3         |
| УКУПНО | 238    | 66               | 150          | 18             | 1                  | 3         |

| Пол    | Укупно                    | Пољопривреда, лов и шумарство | Рибарство                            | Вађење руде и камена | Прерађивачка индустрија       |
| ------ | ------------------------- | ----------------------------- | ------------------------------------ | -------------------- | ----------------------------- |
| Мушки  | 47                        | 18                            | 0                                    | 0                    | 12                            |
| Женски | 49                        | 41                            | 0                                    | 0                    | 5                             |
| УКУПНО | 96                        | 59                            | 0                                    | 0                    | 17                            |
| Пол    | Производња и снабдевање   | Грађевинарство                | Трговина                             | Хотели и ресторани   | Саобраћај, складиштење и везе |
| Мушки  | 2                         | 4                             | 7                                    | 0                    | 1                             |
| Женски | 0                         | 0                             | 2                                    | 0                    | 1                             |
| УКУПНО | 2                         | 4                             | 9                                    | 0                    | 2                             |
| Пол    | Финансијско посредовање   | Некретнине                    | Државна управа и одбрана             | Образовање           | Здравствени и социјални рад   |
| Мушки  | 0                         | 1                             | 0                                    | 0                    | 0                             |
| Женски | 0                         | 0                             | 0                                    | 0                    | 0                             |
| УКУПНО | 0                         | 1                             | 0                                    | 0                    | 0                             |
| Пол    | Остале услужне активности | Приватна домаћинства          | Екстериторијалне организације и тела | Непознато            | Непознато                     |
| Мушки  | 1                         | 0                             | 0                                    | 1                    | 1                             |
| Женски | 0                         | 0                             | 0                                    | 0                    | 0                             |
| УКУПНО | 1                         | 0                             | 0                                    | 1                    | 1                             |